# Chiswick House

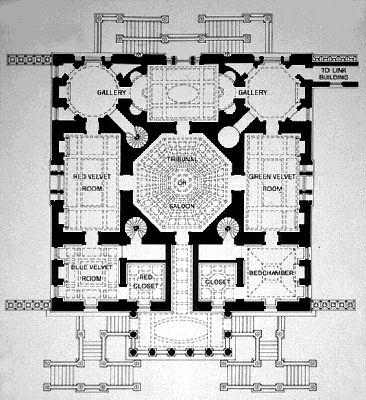
Planta del piano nobile de Chiswick House, Londres, 1729.

La casa/mansión Chiswick (en inglés: Chiswick House) es una villa palladiana en Burlington Lane, municipio de Hounslow en Londres, Reino Unido. 
La casa perteneció a Richard Boyle (Lord Burlington), cuyo buen gusto y conocimientos de arquitectura son frecuentemente reconocidos. El conde-arquitecto la diseñó en 1729 con jardines copiados de William Kent. La hija de Burlington, Charlotte, contrajo matrimonio con William Cavendish, cuarto duque de Devonshire, y la casa y los jardines pasaron a la familia Cavendish luego de su temprana muerte. 
La cúpula, de base octogonal palladiana, está inspirada por la Villa Capra, cerca de Vicenza, Italia, y es al mismo tiempo un bello ejemplo de arquitectura del siglo XVIII, con sus pórticos columnados en el piso superior, los cielorrasos decorados con frescos y las habitaciones con interiores de terciopelo y piedra.
Difiere de la Villa Capra en que las fachadas tienen un diseño distinto cada una (frente, contrafrente y dos laterales iguales). También incluye una excelente colección de pinturas y amoblamientos palladianos. 
Burlington era un viudo con una sola hija, y Chiswick no era su residencia única ni la mayor, por lo que no tenía necesidad de disponer de todas las comodidades que normalmente se encuentran en una casa de campo. Sin embargo, la villa fue conectada con otros edificios que tenían habitaciones adicionales y de servicio. 
La entrada fue originalmente diseñada por Íñigo Jones en 1621, y demolida y reconstruida por Burlington en 1738. 
En la década de 1750, Chiswick pasó por matrimonio a depender de William Cavendish, viudo de la hija de Burlington. La casa fue utilizada ocasionalmente por su familia, que tenía muchas otras residencias, y amplió la villa con dos pequeñas alas para incrementar el número de habitaciones, que actualmente han sido demolidas. 
Victor Cavendish, noveno duque de Devonshire, vendió Chiswick al Consejo de Brentford en 1929. La casa y los jardines son considerados patrimonio de Inglaterra, y los jardines están abiertos gratuitamente al público. 

## Jardines
El remanente de los jardines italianos originales ocupa un área abierta al norte de la villa. Varios magníficos cedros, (Cedrus libani Barrel. ) forman el perímetro de un semicírculo que encierra a la fachada norte. Estos árboles crecieron de semillas traídas de los cedros plantados en 1683 en el Jardín de Chelsea, en Londres, aunque la última de las plantas originales murió en 1904. 
La presencia de otras plantas mediterráneas como los cipreses, y el diseño geométrico del jardín italiano, diseñado inicialmente por Charles Bridgeman, contrastan fuertemente con el resto del jardín, obra del arquitecto y paisajista William Kent, cuyo diseño fue uno de los precursores del futuro estilo de «jardín inglés».
El grupo británico The Beatles grabó varios videos promocionales en estos jardines.